# ستاره سرخ (گونه)
ستاره سرخ(نام علمی: Guzmania lingulata) نام یک گونه از تیره آناناسیان است.